# Кравченко Віталій Миколайович
Віта́лій Микола́йович Кра́вченко (18 травня 1976, Буринь, Сумська область — 31 жовтня 2015, м. Авдіївка, Донецька область) — український військовик, заступник командира 2-го механізованого батальйону 53 ОМБр.

## Життєпис
Віталій Кравченко народився 18 травня 1976 року у місті Буринь Сумської області. За фахом військовий. Закінчив Київський інститут сухопутних військ.
Проходив військову службу в Рава-Руській Львівської області, де і проживав останні 14 років свого життя. На початку 2000-х років був у складі миротворчого батальйону в Косово.
Як доброволець, був мобілізований 23 серпня 2014 року та призначений на посаду командира 12-ї механізованої роти 4-го механізованого батальйону 24 ОМБР. Разом із ввіреним йому підрозділом виконував бойові завдання в районі «Бахмутської траси», у 2014 році біля Кримського, а в першій половині 2015 року на околицях Гірського та біля Новотошківського.
З червня 2015 року, разом із батальйоном, переведений в новостворену 53-тю окрему механізовану бригаду. Батальйон передислоковано в м. Авдіївка, яка знаходиться неподалік Донецького аеропорту.
Відслуживши встановлений термін, разом з іншими військовослужбовцями до 30 вересня 2015 року мав звільнитись в запас, але вирішив допомогти новопризначеному командиру батальйону і залишився в АТО до наступного указу Президента про демобілізацію.
Капітана Віталія Кравченка було призначено на посаду заступника командира батальйону.
Загинув 31 жовтня 2015 року під час виконання бойового завдання разом із капітаном Володимиром Трушем у лісі між Авдіївкою та об'їзною дорогою Донецька (неподалік від «Царської охоти»), підірвавшись на вибуховому пристрої з «розтяжкою».
Поховано Віталія Кравченко 5 листопада 2015 року на кладовищі у містечку Рава-Руська, поруч з могилою дружини.
Сімейний стан: Залишилася мати.

## Вшанування пам'яті
16 січня 2016 року Указом Президента України № 9/2016 капітана Кравченка Віталія Миколайовича було посмертно нагороджено орденом «За мужність» III ступеня — з формулюванням: «За особисту мужність і високий професіоналізм, виявлені у захисті державного суверенітету та територіальної цілісності України, вірність військовій присязі».